# Rent a Hero
 (avril 2020).
Si vous disposez d'ouvrages ou d'articles de référence ou si vous connaissez des sites web de qualité traitant du thème abordé ici, merci de compléter l'article en donnant les références utiles à sa vérifiabilité et en les liant à la section « Notes et références ».
Rent a Hero (レンタヒーロー) est un jeu vidéo de rôle sorti en 1991 sur Mega Drive. Le jeu a été développé par Sega-AM2 et édité par Sega. Il est sorti uniquement au Japon.
Il est aussi disponible sur la console virtuelle de la Wii.